# Clorinda
Clorinda ist die Hauptstadt des Departamento Pilcomayo in der Provinz Formosa im Norden Argentiniens. Sie liegt an der Grenze zu Paraguay, 115 Kilometer nordnordöstlich von der Provinzhauptstadt Formosa, und hat 52.837 Einwohner.

## Lage
Clorinda liegt am Westufer des Río Pilcomayo, der an dieser Stelle die Landesgrenze zu Paraguay bildet, und zehn Kilometer bevor dieser sich mit dem Río Paraguay vereinigt. Clorinda gegenüber liegt die paraguayische Hauptstadt Asunción. Beide Städte sind verbunden durch die Puente Internacional San Ignacio de Loyola, die nach dem Gründer des Jesuitenordens benannt wurde.
Clorinda ist auch ein Kreuzungspunkt der Ruta Nacional 11 und Ruta Nacional 86.
Das Umland der Stadt gehört zum feuchten Teil des Gran Chaco, einer Savannen- und Waldlandschaft mit subtropischen Klima.

## Geschichte
Die Stadt wurde 1900 von Manfredi Hertelendy gegründet. Vorausgegangen war die Errichtung von mehreren Forts in der Grenzregion, um nach dem Krieg der Triple Alianza den Grenzverlauf zu sichern. Nach der Gründung wuchs die Stadt schnell zur zweitgrößten Stadt der Provinz Formosa an.

## Wirtschaft
Die Stadt ist geprägt vom Dienstleistungs- und Handelssektor. Eine besondere Rolle spielt der Durchgangsverkehr und Handel mit dem nahen Paraguay.